# Caffrogobius gilchristi
Caffrogobius gilchristi je paprskoploutvá ryba z čeledi hlaváčovití (Gobiidae).
Druh byl popsán roku 1898 ichtyologem Georgem Albertem Boulengerem.

## Popis a výskyt
Maximální délka ryby je 15 cm.
Tělo protáhlé, válcovité, vzadu stlačené. Hlava lehce stlačená. Tělo a hlava světle žluté barvy obvykle s 9-15 nepravidelnými svislými pruhy různých šířek, často uspořádanými ve dvojicích. Černé skvrny na skřelích. Dvě černé skvrny na spodní části prsních ploutví. Ocasní ploutev tmavá; u několika exemplářů jsou viditelné dvě svislé řady černých teček. Vodorovné řady tmavých teček na hřbetní ploutvi. U tmavých ryb (většinou samci) jsou hřbetní ploutve tmavé s bílými horními okraji. Ostatní ploutve tmavé až bezbarvé. Mnoho tmavých skvrn různých velikostí na hlavě.
Byla nalezena ve vodách západního Indického oceánu a jihovýchodního Atlantiku: od ostrova Mosambik až po zátoku Table Bay. Obývají mělké tůně.